# Алфонсо XII
Алфонсо XII де Бурбон (на испански: Alfonso XII), наречен Умиротворителя, е крал на Испания (1874 – 1885), който се възкачва на испанския престол след като държавен преврат слага край на мимолетната Първа испанска република.

## Произход и ранни години
Роден е на 28 ноември 1857 година в двореца Ел Пардо, Мадрид. Той е син на испанската кралица Исабела II и Франсиско де Асис де Бурбон. Всъщност около бащинството на Алфонсо се носят слухове, които отричат съпругът на Исабела II да е биологичният баща на Алфонсо, поради всеизвестната хомосексулана ориентация на Дон Франсиско. Според някои теории истински баща на Алфонсо е Енрике Молто, капитан от кралската гвардия на Исабела II. Други слухове приписват бащинството над Алфонсо на видния испански генерал Франсиско Серано.
През септември 1868 г. в Испания избухва т.нар. Славна революция, която обединява силите на либерали и републиканци срещу управлението на Исабела II. Начело на революционните войски застават генералите Хуан Прим и Франсиско Серано, които разбиват роялистките войски в битката при Алколеа (27 септември 1868 г.) и принуждават Исабела II и семейството ѝ да избягат във Франция. Така през 1868 г. Алфонсо пристига заедно с родителите си във френската столица. От Париж родителите му го изпращат във Виена, където Алфонсо постъпва във Виенската военна академия, известна като Терезиариум.

## Крал на Испания

### Абдикация на Исабела II
На 25 юни 1870 г. Алфонсо е отзован обратно в Париж, където майка му официално абдикира от испанския престол в негова полза. С акта на Исабела II от 25 юни 1870 г. Алфонсо официално е обявен за крал на испанците под името Алфонсо XII, въпреки че дотогава няма крал на обединена Испания, който да се е наричал Алфонсо XI. Това се дължи на факта, че испанските монарси се смятали за продължители на монархическата традиция на Кралство Кастилия и Кралство Леон, които преди обединението си успяват да излъчат единадесет крале с името Алфонсо.

### Във Великобритания
След обявяването му за испански крал в изгнание Алфонсо XII заминава за Великобритания, където продължава военното си образование в Кралската военна академия Сендхърст. В отговор на изпратените от негови привърженици поздравления за рождения му ден, на 1 декември 1874 г. Алфонсо XII издава манифест, с който се обявява за единствен законен представител на Испанската монархия. В края на същата година в Испания военният бригадир Мартинес Кампос, начело на поверените му войски, влиза във Валенсия развявайки знамето на Алфонсо XII, извършва военен преврат и обявява край на Републиката и възстановяване на законната власт на испанските крале. Президентът на държавния съвет на републиката не оказва съпротива и властта временно преминава в ръцете на пълномощника и близък приятел на Алфонсо XII, Кановас дел Кастилио.

### Завръщане в Испания
Няколко дни след като Дел Кастилио взема властта, Алфонсо XII пристига в Мадрид, преминавайки през Валенсия и Барселона, където, за да посрещнат краля си, излизат огромни тълпи от хора. На следващата година Алфонсо XII предприема офанзива срещу Карлистите, в резултат на което Дон Карлос е разбит и окончателно се оттегля от борбата за престола.

### Брак с Мария-Мерседес Орлеанска
На 23 февруари 1878 Алфонсо XII се жени за братовчедка си, принцеса Мария-Мерседес Орлеанска, дъщеря на маркиза на Монпенсиер, Антоан. Кралицата обаче умира шест месеца след сватбата. Към края на същата година един работник от Тарагона, Хуан Оливия Мункаси, стреля по краля в Мадрид, но Алфонсо XII успява да избегне куршума.

### Втори брак с Мария-Кристина Австрийска
На 29 ноември 1879 г. Алфонсо XII се жени за друга своя далечна братовчедка, Мария-Кристина Хабсбург-Австрийска. По време на медения им месец един сладкар на име Отеро стреля по двойката, докато тя се разхожда из Мадрид. И този път кралят и съпругата му се измъкват невредими.

### Управление
През 1881 г. Алфонсо XII отказва да подпише закон, според който министрите не могат да бъдат освобождавани от служба преди да са изтекли единадесет месеца от встъпването им в длъжност. Отказът от обнародването на закона логично е последван от оставката на Кановас дел Кастилио и е сформиран на нов кабинет, начело с Пракседас Матео Сегаста, лидер на либералите.
Застанал на испанския трон твърде рано, Алфонсо не е имал време да се школува в изкуството на политиката, но умело използва своята тактичност и решителност, които придобива по време на годините в изгнание. Щедър и хрисим по характер, той бързо печели симпатиите на по-голямата част от испанците, посещавайки без страх райони, които са огнища на холера, както и местата, поразени от силното земетресение през 1885 г. Благодарение на способността си да лавира между различните течения в политиката, кралят никога не става инструмент в ръцете на някоя от партиите в страната.
По време на краткото му управление Испания се радва на вътрешен и на външнополитически мир и стабилитет – финансите са заздравени, а администрацията е модернизирана до ниво, което позволява на Испания да преживее катастрофалната война със САЩ без опасност от вътрешна революция.
Крал Алфонсо XII умира от туберкулоза на 25 ноември 1885 г. – три дни преди да навърши 28 години.

## Деца
Алфонсо XII и Мария-Кристина имат три деца:
- Мария де лас Мерседес, принцеса на Астуриас (1880 – 1904), наследница на испанския трон до раждането на брат ѝ;
- Мария-Тереза (1882 – 1912);
- Алфонсо XIII (17 май 1886 – 28 февруари 1941) – ражда се няколко месеца след смъртта на крал Алфонсо XII.